# Могамбо
Могамбо (енгл. Mogambo) је авантуристички филм из 1953. године, који је режирао Џон Форд. Главне улоге играју: Кларк Гејбл, Ава Гарднер и Грејс Кели.

## Награде и номинације

### Освојене награде
- Златни глобус за најбољу споредну глумицу (Грејс Кели)

### Намонације
- Оскар за најбољу главну глумицу (Ава Гарднер)
- Оскар за најбољу споредну глумицу (Грејс Кели)